# 世界一小さな政治クイズ
世界一小さな政治クイズ(英語: World's Smallest Political Quiz)は、リバタリアンの活動家マーシャル・フリッツが設立したアドボケート・フォー・セルフ・ガバメントが発案した質問である。これによって回答者は自らの政治的立場を確認することが出来る。個人的な問題5問と経済的な問題5問の計10問にAgree（賛成）かDisagree（反対）、もしくはMaybe（どちらでもない）で答え、その結果によりリバタリアン、リベラル、セントリスト、コンサバティブ、ステイティストの5つに大別される。

## 概要
1969年に発表されたノーラン・チャートに不満を持っていたアドボケート・フォー・セルフ・ガバメントは1985年に新たな指標を作り出した。ここには保守主義と自由主義が加えられている。
個人的な問題
- Agreeが多いほどリバタリアン、リベラルとしての傾向が強くなり、Disagreeが多いほどステイティスト、コンサバティブとしての傾向が強くなる。

1. 政府は言論・出版・メディアまたはインターネットを検閲すべきでない。
2. 兵役は志願制であるべきだ。徴兵制であってはならない。
3. 合意している成人に対して性行為に関する法律があってはならない。
4. 成人が麻薬を所持・使用するのを禁じる法律は廃止すべきだ。
5. 国家によるIDカードがあってはならない。

経済的な問題
- Agreeが多いほどリバタリアン、コンサバティブとしての傾向が強くなり、Disagreeが多いほどステイティスト、リベラルとしての傾向が強くなる。

1. 「企業福祉」をやめるべきだ。政府は企業に補助金を出してはならない。
2. 政府は国際的な自由貿易に障壁を張るのをやめるべきだ。
3. 社会保障を民営化し、人々に彼ら自身の退職後を管理させるべきだ。
4. 政府の福祉を民間のチャリティーと取り替えるべきだ。
5. 税金と政府の支出を50%かそれ以上削減すべきだ。

当初に設定されたが後に削除された質問
- 平和な人々が自由に国境を越える事を容認するべきだ。
- 最低賃金を定めた法律が失業を生んでいる。そういった法律を廃止すべきだ。
- 全ての外国への援助は民間によって行われるべきである。

新たに加えられた質問
- 国家によってIDカードが作られてはならない。
- 人々によって自由に引退時期を決められるべきだ。社会保障を民営化すべきだ。
- 政府による福祉を民間のチャリティに置き換えるべきだ。

書き換えられた質問
- 人々は関税よりも自由貿易によって豊かになる。→ 国際自由貿易の為に政府の障壁を取り除くべきだ。
- 行政サービスは利用者による負担とすべきだ。→ 50％、もしくはそれ以上税率や政府の支出を下げるべきだ。
- 商業と福祉は政府による補助金無しで運営されるべきだ。→ 福祉制度を廃止すべきだ。政府による商業への印刷物配布を廃止すべきだ。

## マーシャル・フリッツ
マーシャル・フリッツ（Marshall Fritz, 1943年3月10日 - 2008年11月4日）はアメリカ合衆国の政治活動家。リバタリアニズムの信奉者であり、NPOやアドボカシーを設立した。1943年3月10日にカリフォルニア州で生まれ、2008年11月4日に膵癌でこの世を去った。